# Amt Meyenburg
L'Amt Meyenburg è una comunità amministrativa che si trova nel circondario del Prignitz nel Brandeburgo, in Germania.
La sede amministrativa è posta nella città di Meyenburg.

## Società

### Evoluzione demografica
- Sviluppo della popolazione dal 1875 entro gli attuali confini (Linea Blu: Popolazione; Linea puntata: Confronto dello sviluppo della popolazione dello stato del Brandenburgo; Sfondo grigio: Ai tempi del governo nazista; Sfondo rosso: Al tempo del governo comunista)
- Sviluppo recente della popolazione (Linea blu) e previsioni

| Anno | Abitanti |
| ---- | -------- |
| 1875 | 6 001    |
| 1890 | 5 960    |
| 1910 | 6 540    |
| 1925 | 7 143    |
| 1939 | 6 890    |
| 1950 | 10 527   |
| 1964 | 7 919    |

| Anno | Abitanti |
| ---- | -------- |
| 1971 | 7 646    |
| 1981 | 6 323    |
| 1985 | 6 239    |
| 1990 | 5 973    |
| 1995 | 5 776    |
| 2000 | 5 506    |
| 2005 | 5 086    |

| Anno | Abitanti |
| ---- | -------- |
| 2010 | 4 577    |
| 2015 | 4 258    |
| 2016 | 4 226    |
| 2017 | 4 185    |
| 2018 | 4 149    |
| 2019 | 4 106    |
| 2020 | 4 170    |

Fonti dei dati sono nel dettaglio nelle Wikimedia Commons..

## Suddivisione
Comprende 5 città e comuni:
- città di Meyenburg
- comuni di Gerdshagen; Halenbeck-Rohlsdorf; Kümmernitztal; Marienfließ